# NGC 4117
NGC 4117 este o galaxie lenticulară situată în constelația Câinii de Vânătoare. A fost descoperită în 1788 de către William Herschel. Se află la o distanță de 16 megaparseci de Pământ.